# 德波伊
德波伊（羅馬化：Dabhoi）是印度古吉拉特邦巴罗达县的一个城镇。总人口54930（2001年）。

## 人口
该地2001年总人口54930人，其中男性28560人，女性26370人；0—6岁人口5743人，其中男3083人，女2660人；识字率68.24%，其中男性为74.64%，女性为61.30%。